# Mamanguel
Mamanguel est une localité située dans le département de Yalgo de la province du Namentenga dans la région Centre-Nord au Burkina Faso. 

## Éducation et santé
Le centre de soins le plus proche de Mamanguel est le centre de santé et de promotion sociale (CSPS) de Yalgo tandis que le centre médical (CM) est à Tougouri et que le centre médical avec antenne chirurgicale (CMA) de la province se trouve à Boulsa.
Mamanguel possède une école primaire, gérée par une mission évangélique (Meodjé).